# Nossa Senhora das Dores (tiểu vùng)
Nossa Senhora das Dores là một tiểu vùng thuộc bang Sergipe, Brasil. Tiều vùng này có diện tích 1243 km², dân số năm 2007 là 57732 người.